# تو فاست فور غنومز
تو فاست فور غنومز (بالإنجليزية: 2 Fast 4 Gnomz)، هي لعبة فيديو من نوع منصات، حيث تم تطوير اللعبة من قبل كوبيك غيمز، وتعمل لمنصة نينتندو وي ونينتندو وي يو.